# Vieni a vedere perché
Vieni a vedere perché è un singolo del cantautore italiano Cesare Cremonini, pubblicato il 4 novembre 2002 come secondo estratto dal primo album in studio Bagus.

## Descrizione
Parlando del testo del brano, Cremonini ha detto:
Il singolo ha ottenuto un buon successo a livello nazionale, raggiungendo la vetta della classifica airplay.

## Tracce
1. Vieni a vedere perché – 4:08
2. Shaker – 8:23

## Classifiche
| Classifica (2002) | Posizione massima |
| ----------------- | ----------------- |
| Italia            | 3                 |